# Rugosità

Esempio di simbolo di rugosità secondo ISO 1302:2004. Il tratto orizzontale che chiude il triangolo indica che la rugosità richiesta si ottiene per asportazione di materiale

La rugosità è la proprietà che ha una superficie di un corpo costituita da microimperfezioni geometriche intrinseche o risultanti da lavorazioni meccaniche; tali imperfezioni si presentano generalmente in forma di solchi o scalfitture, di forma, profondità e direzione variabili.

## Superficie
Si distinguono tre tipi di superficie: reale, geometrica e di riferimento.
- Superficie reale: è la superficie che delimita il corpo considerato e lo separa dall'ambiente circostante;
- Superficie geometrica: è la superficie ideale la cui forma è definita dal disegno del corpo, o da ogni altro documento tecnico;
- Superficie di riferimento: è la superficie rispetto alla quale vengono determinati i parametri di rugosità.

## Misurazione
La rugosità di una superficie può essere misurata mediante strumenti denominati rugosimetri. Il procedimento di misura della rugosità consiste nella registrazione del profilo della superficie ottenuto lungo una determinata linea di misura; tale profilo viene poi analizzato definendo un parametro numerico che costituisce la misura della rugosità. Parte fondamentale del processo di calcolo dei vari parametri di rugosità è l'operazione di filtraggio che consente di ottenere una misura della sola qualità della superficie, depurata dagli effetti che gli errori di geometria del pezzo hanno sul profilo misurato.
La misura della rugosità Ra, espressa in micron, è il valore medio aritmetico degli scostamenti (presi in valore assoluto) del profilo reale della superficie rispetto alla linea media. Tale misura è riferita ad una lunghezza di base l del profilo analizzato per evitare l'influenza di altri tipi di irregolarità.
Il valore Ra non è però sufficiente per definire completamente le caratteristiche morfologiche della superficie, in quanto profili dagli andamenti differenti dallo stesso scostamento medio aritmetico presenteranno lo stesso valore di Ra; per tale motivo si sono introdotti altri parametri, come Rq, media quadratica degli scostamenti dei punti del profilo dalla linea media; tale parametro, essendo una media quadratica è più sensibile ai bruschi scostamenti del profilo da un andamento regolare ed è in generale maggiore rispetto al valore Ra.

## Parametri fondamentali sulla rugosità delle superfici

### Scostamento del profilo
È la distanza fra un punto del profilo e la linea di riferimento, presa nella direzione della misurazione.

### Linea di riferimento
Come linea di riferimento, possono essere assunte:
- Linea media dei minimi quadrati del profilo, detta più semplicemente Linea media, che ha la forma del profilo geometrico e che divide il profilo in modo che, all'interno della lunghezza di base "l", la somma dei quadrati degli scostamenti a partire da questa linea, sia la minima.
- Linea media aritmetica del profilo, detta anche Linea centrale, ha la forma del profilo geometrico, è parallela alla direzione di questo e divide il profilo in modo che, all'interno della lunghezza di base, la somma delle aree F e di quelle F' comprese fra la linea centrale ed il profilo siano uguali.

### Picco locale del profilo
È la parte di profilo che congiunge due minimi adiacenti del profilo stesso.

### Valle locale del profilo
È la parte del profilo che congiunge due massimi adiacenti del profilo stesso. Un picco locale e la sua valle adiacente costituiscono una irregolarità locale.

### Picco del profilo
È la porzione del profilo, al di sopra della linea media m, che congiunge due punti consecutivi d'intersezione del profilo con la linea media.

### Valle del profilo
Analogamente, è la porzione del profilo al di sotto della linea media m, che congiunge due punti consecutivi d'intersezione del profilo con la linea media. Un picco di profilo ed una valle adiacente costituiscono una irregolarità del profilo.
Le parallele alla linea media passanti rispettivamente per il punto più alto e per il più basso del profilo sono la linea di picco del profilo e la linea di valle del profilo.

## Altri parametri noti

### Relativi alle irregolarità nella direzione dell'altezza del profilo
Il grafico relativo alla rugosità di una superficie, mostra le varie distanze tra la linea di riferimento e la linea di picco al di sopra o la linea di valle al di sotto di questa, indicando rispettivamente le varie altezze del picco del profilo ({\displaystyle y_{p}}) o le varie profondità della valle del profilo ({\displaystyle y_{v}}). Vengono indicate anche l'altezza di picco massima ({\displaystyle R_{p}}), la profondità di valle massima ({\displaystyle R_{v}}) e la  loro somma che è l'altezza massima del profilo ({\displaystyle R_{t}}).

### Altezza delle irregolarità in 10 punti
È la media aritmetica dei valori assoluti dei 5 picchi più alti e delle 5 valli più profonde compresi in un intervallo di base.
{\displaystyle R_{z}={\sum _{i=1}^{5}|y_{p}i|+\sum _{i=1}^{5}|y_{v}i| \over 5}}

### Relativi alle irregolarità nella direzione della lunghezza del profilo
- Intervallo delle irregolarità del profilo ({\displaystyle S_{m}}): è la lunghezza del tratto di linea media contenente un picco del profilo e l'adiacente valle del profilo. Il valore medio n degli intervalli di irregolarità del profilo all'interno della linea di base è l'intervallo medio delle irregolarità del profilo ({\displaystyle S_{m}}).

{\displaystyle S_{m}={{\frac {1}{n}}\sum _{i=1}^{n}}S_{mi}}
- Intervallo dei picchi locali del profilo: è la lunghezza di un tratto della linea media delimitata dalla proiezione su tale linea dei due punti più alti di picchi locali del profilo adiacenti. E si definisce intervallo medio dei picchi locali del profilo S, il valore medio degli intervalli del profilo, all'interno della lunghezza di base.

{\displaystyle S={{\frac {1}{n}}\sum _{i=1}^{n}}S_{i}}
Infine considerando la lunghezza sviluppata del profilo {\displaystyle L_{o}} (lunghezza che si otterrebbe se il profilo all'interno della lunghezza di base venisse sviluppato e misurato su una linea retta) si definisce il rapporto di lunghezza del profilo  {\displaystyle l_{r}=l/L_{o}}, cioè il rapporto tra lunghezza di base e lunghezza sviluppata del profilo.

## Tabella sulle rugosità unificate
| Rugosità [µm] | Classe di rugosità |  | Rugosità [µm] | Classe di rugosità |
| 50            | N 12               |  | 0,8           | N 6                |
| 25            | N 11               |  | 0,4           | N 5                |
| 12,5          | N 10               |  | 0,2           | N 4                |
| 6,3           | N 9                |  | 0,1           | N 3                |
| 3,2           | N 8                |  | 0,05          | N 2                |
| 1,6           | N 7                |  | 0,025         | N 1                |

## Rugosità per alcuni materiali
Di seguito sono riportati alcuni valori di rugosità (in mm) tipici per alcuni materiali:
- Resina, ottone, vetro  tra 0,0015 e 0,02
- Acciaio bituminate tra 0,10 e 0,15
- Acciaio asfaltate o catramate tra 0,3 e 0,9
- Acciaio satinato con grana 400 tra 0,3 e 0,35
- Lamiera saldata tra 0,2 e 1,0
- Ghisa rivestite con bitume tra 0,12 e 0,15
- Ghisa non rivestite tra 0,2 e 0,4
- Calcestruzzo tra 0,4 e 2,0.

## Rugosità teorica da tornitura
Nel caso di una superficie ottenuta da tornitura "di passata" (finitura esterna, barenatura, ecc.) dove è utilizzato un utensile da taglio con raggio {\displaystyle r} (solitamente misurato in mm) e viene impostato un avanzamento utensile {\displaystyle f} (solitamente misurato in mm/giro), è possibile calcolare il valore teorico dei parametri di rugosità {\displaystyle R_{t}} e {\displaystyle R_{a}}.

### ParametroRt{\displaystyle R_{t}}(altezza massima del profilo)

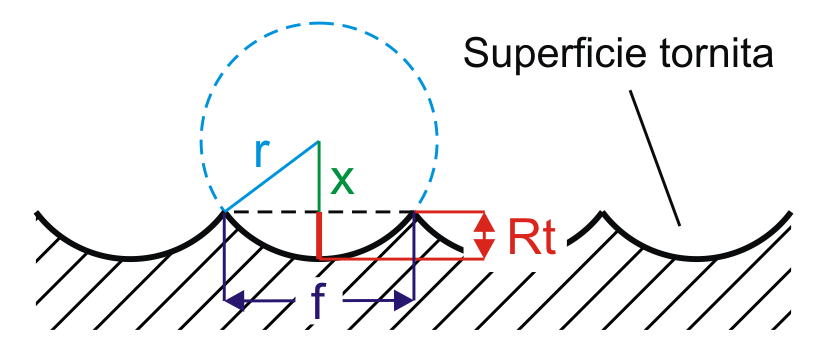
Superficie tornita: altezza massima del profilo

Con riferimento alla figura a lato, per il teorema di Pitagora si ha:
{\displaystyle x={\sqrt {r^{2}-\left({\frac {f}{2}}\right)^{2}}}={\sqrt {r^{2}-{\frac {f^{2}}{4}}}}}
Si ottiene quindi il parametro di rugosità {\displaystyle R_{t}} come segue:
{\displaystyle R_{t}=r-x=r-{\sqrt {r^{2}-{\frac {f^{2}}{4}}}}}
Questo risultato è bene approssimato dalla formula di Schmalz:
{\displaystyle R_{t}\approx {\frac {f^{2}}{8r}}}
che risulta di computazione più semplice e immediata (evitando la scomodità di dover calcolare radici quadrate) ed è quindi spesso riportata sui manuali di tornitura.

NOTA: la formula di Schmalz non è altro che il primo termine non nullo (ovvero, in questo caso specifico, quello di secondo grado) della serie di Taylor centrata in {\displaystyle 0} (zero) della formula teorica precedentemente ricavata (considerando {\displaystyle R_{t}} come funzione dell'avanzamento utensile {\displaystyle f} e assumendo invece il raggio utensile {\displaystyle r} come parametro fisso).

### ParametroRa{\displaystyle R_{a}}(media degli scostamenti assoluti)
Sebbene sia possibile trovare una soluzione analitica esatta per il valore teorico del parametro di rugosità {\displaystyle R_{a}} (media degli scostamenti, in valore assoluto, di ogni punto del profilo dalla linea media del profilo), essa è complessa e quindi di poca utilità. La soluzione è la seguente:

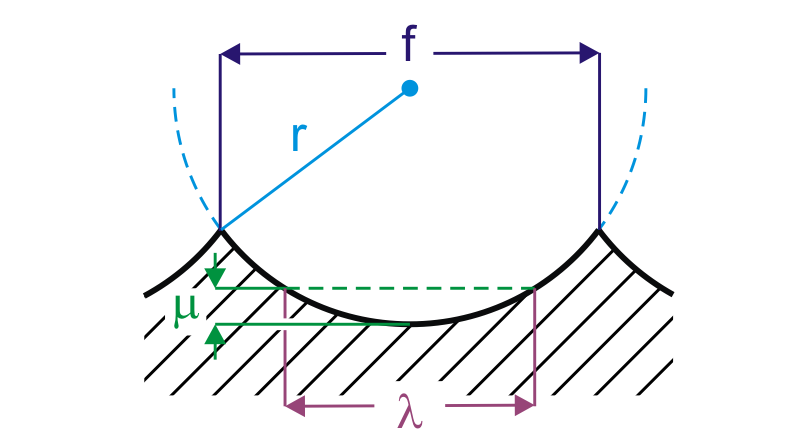
Superficie tornita: altezza media del profilo e relativo parametro

{\displaystyle R_{a}={\frac {2r^{2}}{f}}\arcsin {\left({\frac {\lambda }{2r}}\right)}-{\frac {\lambda }{f}}{\sqrt {r^{2}-{\frac {\lambda ^{2}}{4}}}}}
dove il valore {\displaystyle \lambda } (lambda) è definito come:
{\displaystyle \lambda =2{\sqrt {\mu \left(2r-\mu \right)}}}
e il valore {\displaystyle \mu } (mu) (altezza media del profilo, calcolata in riferimento al punto più basso di questo) si calcola come:
{\displaystyle \mu =r-{\frac {1}{2}}{\sqrt {r^{2}-{\frac {f^{2}}{4}}}}-{\frac {r^{2}}{f}}\arcsin {\left({\frac {f}{2r}}\right)}}
Esiste tuttavia un'approssimazione empirica, talvolta riportata sui manuali di tornitura:  
{\displaystyle R_{a}\left(\mu {\mbox{m}}\right)\approx 32\cdot {\frac {\left[f\left({\mbox{mm}}\right)\right]^{2}}{r\left({\mbox{mm}}\right)}}}
Tale formula pratica è a sua volta un'approssimazione del primo termine non nullo (ovvero, ancora una volta, quello di secondo grado) della serie di Taylor centrata in {\displaystyle 0} (zero) della formula teorica esatta della rugosità media {\displaystyle R_{a}}, ovvero:
{\displaystyle R_{a}\approx {\frac {\sqrt {3}}{54}}{\frac {f^{2}}{r}}=0,032075...\cdot {\frac {f^{2}}{r}}}